# Светлост чудесног
Светлост чудесног (енгл. The Light Fantastic; издат 1986) је други роман Терија Прачета о Дисксвету. То је наставак о вратоломним авантурама чаробњака Ринсвинда и првог туристе на Дисксвету, Двоцвета описаним у првој књизи „Боја магије“.

## Радња
У претходном наставку у Анк-Морпорк, град озлоглашен по криминалу стиже Двоцвет, први дискветов туриста са Противтежног континента у потрази за авантурама и „добром макљажом“. Његов верни пратилац је чаробни Пртљаг сачињен од крушковог дрвета мудрости који хода на стотинама малих ногу и изазива страх и панику међу мештанима. Двоцвет је за овај пут штедео читав свој радни век и дарежљиво нуди злато сваком ко је спреман да га угости. То привлачи пажњу радозналих дангуба, али и лопова, сецикеса, убица, па и чаробњака лошег карактера Ринсвинда, који постаје Двоцветов водич захваљујући познавању страних језика. Ринсвинд је заправо чаробњак само по звању, јер док је био студент, опкладе ради је завирио у чувену књигу „Октаво“ коју је написао сам створитељ и једна од осам највећих чини се урезала у његово памћење. Од тада није могао да научи нити једну нову чин јер су се оне плашиле да буду заједно у друштву те једне најмоћније. Ринсвиндова намера је била да опљачка Двоцвета и утекне са златом које је Двоцвет изгледа имао у изобиљу. Међутим, покушај бекства је осујећен и њих двојица напуштају Анк-Морпорк (који гори Двоцветовом кривицом) и крећу у вратоломне авантуре у којима сусрећу разне ликове, богове, митска бића и чудовишта.
У овом наставку Ринсвинд увиђа да се А‘Туин, велика свемирска корњача на чијем оклопу почива Дисксвет неумољиво приближава црвеној звезди и све то и превише подсећа на предстојећу апокалипсу. На Дисксвету настаје хаос међу свим врстама; друиди су збуњени што њихово камење не показује тачан положај небеских тела, чаробњаци покушавају да спасу свет магијом, али се и међусобно боре за превласт, богови се боре против Снежних дивова, чудовишта из утамничених димензија покушавају да пређу, а људи оснивају деструктивне секте које су врло непријатељски расположене према свима другима... Једина нада за Дисксвет је чаробњак Ринсвинд (уз малу помоћ тролова чије кратке легенде кажу да никако не смеју да га уједају када га виде), Двоцвет, већ поприлично стар Коен варварин и његова много млађа вереница Бетан, којој је мало фалило да постане жртва приликом друидског обреда. Циљ њиховог путовања је Анк-Морпорк и Невидљиви универзитет чаробњака на коме се налази Октаво, јер само осам највећих чини може да спречи катастрофу...

## Критике
Роман је наишао на низ позитивних критика у познатим светским магазинима попут „The guardian“, „Time Out“, „Erg“ и „SFF Books“.

## Цитати
Увек је сматрао да је паника најбољи начин преживљавања; у давним временима, тврдила је његова теорија, људи, суочени са гладним сабљастим тигровима, могли су једноставно да се поделе на оне који су паничили и оне који су стајали говорећи „Каква величанствена звер!“ и „Узми мацо!“
За тренутак, његове очи су гледале Ринсвинда уплашено, болно и молећиво. Потом, то више нису биле очи, већ неописиве ствари на глави, која би могла да се назове главом само ако би се тај појам схватао врло условно. Размоташе се пипци, тестерасте ноге и канџе, да откину оно мало меса са Ринсвиндовог тела.